# كريس كايل
كريستوفر سكوت كايل (بالإنجليزية: Chris Kyle)‏ (8 أبريل 1974 - 2 شباط 2013) (شهرته هي: شيطان الرمادي) عضو سابق في القوات الخاصة البحرية الأمريكية. يعد أكثر القناصين قتلاً في تاريخ الولايات المتحدة الأمريكية العسكري بعدد 160 قتيلاً مؤكداً (من 255 قتيلاً يدعى أنه قام بقتلهم). هذه الإحصائيات لم تنشرها وزارة الدفاع الأمريكية.

## سيرته الذاتية
ولد في أوديسا في تكساس عام 1974. كانت أمه معلمة في مدارس الأحد وأبوه شماساً. اشترى له والده أول سلاح عندما كان عمره 8 سنوات وكان من نوع بندقية (سبرينغفيلد .30-06) ذات ترباس. بعد ذلك حصل على شوزن التي تستخدم في صيد طائر الذيال وطائر السمان والأيل.
درس كريس كايل إدارة مزارع المواشي في جامعة تارلتون الوطنية بداية تسعينات القرن العشرين. بعد إتمام دراسته صار راكب برنق محترف، لكن مسيرته انتهت بسبب إصابة شديدة في ذراعه. بعد شفاء ذراعه، ذهب إلى مركز تجنيد لينضم القوات مشاة بحرية الولايات المتحدة التي كان مهتماً بها. التحق بالقوات البحرية الأمريكية وذهب إلى مدرسة التدمير من تحت الماء الأساسية في القوات الخاصة البحرية الأمريكية عام 1999.

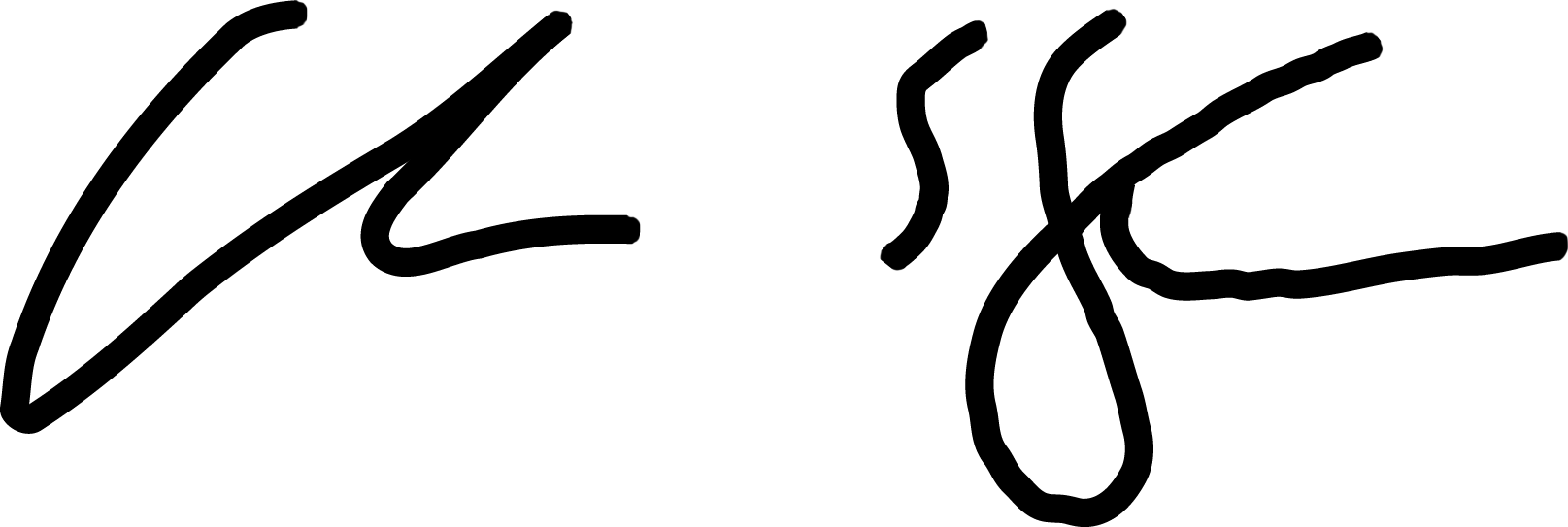
توقيع كريس كايل

## حرب العراق
عُيّن في فريق القوات الخاصة البحرية الأمريكية الثالث، عنصر القناصة في فرقة تشارلي ضمن قيادة الحرب الخاصة في القوات البحرية الأمريكية، وخلال أربع جولات من الواجب، فقد شارك في كل المعارك الرئيسية في حرب العراق.
أول توصيت طويل الأمد قتل خلاله شخصاً كان خلال الهجوم الابتدائي عندما قتل امرأة كانت تقترب من عناصر قوات مشاة البحرية الأمريكان وكانت تحمل قنبلة يدوية في يدها. قتل المرأة قبل أن تقوم بهجومها.
خلال انتشار الجنود الأمريكان في الرمادي، اشتهر بمدى مهارته في القنص وسُمّي شيطان الرمادي. ووضعت مكافأة 20000 $ لمن يقتله، زيدت لاحقاً إلى 80000$.
في عام 2008، وفي خارج مدينة الصدر، نجح في تسديد أطول تصويبه عندما أصاب مقاوماً يحمل قاذفة صواريخ قرب قافلة تابعة للجيش الأمريكي من مسافة 2100 ياردة (1,2 ميل) بواسطة بندقية من نوع بي جي إم 338.
خلال جولاته الأربع، أُصيب بإطلاقتين وست انفجارات عبوات ناسفة.

## حياته لفترة ما بعد العسكرية
ترك كريس كايل البحرية الأمريكية عام 2009، وانتقل للعيش في ميدلوذيان، تكساس مع زوجته وطفليه. أدار حتى وفاته شركة كرافت الدولية (Craft International) التي توفر التدريب العسكري وتطبيق القانون والتدريب المدني، فضلاً عن فرق الأمن والحماية الخاصة. في عام 2012، نشرت مؤسسة هاربر كولينز سيرته الذاتية بعنوان: قناص أمريكي (American Sniper). كما اقترن كريس كايل مع مؤسسة FITCO للرعاية، وهي منظمة غير ربحية أنشأت مشروع الأبطال لتوفير معدات اللياقة البدنية المنزلية مجاناً والبرامج الخاصة الفردية والتدريب الشخصي والتدريب لقدامى المحاربين المعاقين وعوائل الحاصلين على النجمة الذهبية أو أولئك الذين يعانون من اضطراب الكرب التالي للرضح. في 13 آب 2012، ظهر كريس كايل في برنامج تلفزيون الواقع الذي يُدعى ستارز إيرن سترايبس (Stars Earn Stripes) والذي يعرض المشاهير وهم يشتركون مع محترفي مهمات خاصة أو قوات أمنية لتدريبهم على استخدام الأسلحة وتقنيات القتال. اشترك مع كريس كايل الممثل دين كين.

### المواجهة المزعومة مع جيسي فينتورا
عندما كان كريس كايل يعلن عن كتابه (قناص أمريكي) على برنامج أوبي وأنتوني الإذاعي (Opie and Anthony) إدعى أنه تغلب على حاكم مينيسوتا جيسي فينتورا، والذي كان أيضاً عضواً في فريق التدمير من تحت الماء، مع لكمة على وجهه في حانة في كورونادو في كاليفورنيا حيث إن فينتورا سبّ القوات وقال إن فريق القوات الخاصة البحرية الأمريكية يستحق أن يخسر بضعة رجال. وقع الحادث المزعوم خلال ليلة دفن مايكل أنتوني مونسور، العضو السابق في فريق القوات الخاصة البحرية الأمريكية الذي قُتل في العراق في العام نفسه. كايل كتب عن الحادث المزعوم في كتابه ولكن لم يذكر فينتورا بالاسم. فينتورا أصدر بياناً على صفحته في الفيسبوك يكذّب ادعاءات كايل، نافيا أي قول يحط من القوات العسكرية، ونفى أيضاً ادعاءات كايل بأنه لكمه في وجهه أو حتى أنه قد التقى بكايل فيما سبق. ادعى كايل بأن عضوين في القوات الخاصة البحرية الأمريكية كانا قد تقدما بالقصة ولكن لم يعرف بوجود أي تقرير عند الشرطة. حتى وقت مقتل كايل، كان فينتورا يقاضي كايل بتهمة التشهير.

## مقتله
ذكرت وسائل إعلام أميركية الأحد (3 فبراير 2013) أن كريس كايل قُتل بالرصاص يوم السبت (2 فبراير) مع مرافقه تشاد لتلفيلد في ميدان رمي رف كريك لوج (Rough Creek Lodge) في مقاطعة إيراث في تكساس.
عقد حفل تأبين يوم الإثنين 11 فبراير في ملعب دالاس كاوبويز. ثم دفن في أوستن الساعة 9:00 صباحاً الثلاثاء.

## الشبهة
ألقت الشرطة المحلية القبض على المشتبه به  إدي راي روث بعد مطاردة قصيرة على الطريق السريع، والتي انتهت عندما اصطدم روث بطراد الشرطة وهو كان قد غادر مكان إطلاق النار بشاحنة كايل من نوع فورد ف-350. وأُلقي القبض على المشتبه فيه فقط قبل 9:00 مساء من نفس اليوم في لانكستر في ولاية تكساس. وقال عمدة مقاطعة إيراث أن الدوافع وراء القتل غير واضحة.
بحسب لوني هاشل، الرقيب في وحدة تكساس للسلامة العامة، استدعي روث يوم 2 فبراير 2013 بتهمتي قتل. وقد أخذ لسجن مقاطعة إيراث لحمله سندات أقل من 3 ملايين دولار. وقال صديق لكايل أن المشتبه به كان يعاني من اضطراب الكرب التالي للرضح (PTSD). وزعم أن كايل وليتلفيلد أخذا روث إلى ميدان الرمي في محاولة لمساعدته في حالته.

## روابط خارجية
- كريس كايل على موقع IMDb (الإنجليزية)
- كريس كايل على موقع ألو سيني (الفرنسية)
- كريس كايل على موقع قاعدة بيانات الأفلام السويدية (السويدية)
- كريس كايل على موقع قاعدة بيانات الفيلم (الإنجليزية)
- كريس كايل على موقع كينوبويسك (الروسية)